# Der Granatbaum des Affen
Der Granatbaum des Affen ist ein Reihenmärchen (AT 2030), das im portugiesischen Sprachraum bekannt ist.

## Handlung
Ein Affe verspeiste auf einem Ölbaum einen Granatapfel aus dem ein Kern herunterfiel und schnell zu einem kleinen Granatbaum heranwuchs. Da ging der Affe zum Besitzer des Ölbaums und verlangte diesen fällen zu lassen, damit der Granatbaum besser wachsen könne. Der Mann lehnte jedoch ab, also ging der Affe zu einem Richter, dem er sagte, dass er den Mann verhaften lassen solle, da der den Ölbaum nicht fällen wolle und sein Granatbaum deshalb nicht wachsen könne. Der lehnte jedoch ebenfalls ab und so ging der Affe zum König, den er darum bat, den Richter seines Amtes zu entheben, weil dieser den Mann nicht verhaften wolle, der den Ölbaum nicht fällen wolle, sodass sein Granatbaum nicht wachsen könne. Doch auch dieser lehnt ab.
Der Affe suchte sodann die Königin, die Maus, die Katze, den Hund, den Knüppel, das Feuer, das Wasser, den Ochsen, den Schlachter sowie den Tod auf und als der Tod zum Schlachter ging, um ihn zu holen, willigte dieser doch ein, den Ochsen zu töten, der daraufhin dazu bereit war das Wasser zu trinken, das sich dann dazu entschloss das Feuer zu löschen, welches nun den Knüppel verbrennen wollte, der sodann willens war den Hund zu prügeln, der sogleich die Katze beißen wollte, die daraufhin die Maus fressen wollte, die nun dazu bereit war den Rock der Königin anzunagen, welche sogleich zustimmte dem König böse zu sein, der in der Folge den Richter des Amtes entheben wollte, der sich daraufhin dazu durchrang den Mann zu verhaften, sodass dieser endlich beschloss den Ölbaum zu fällen, was schließlich dazu führte, dass der Granatbaum des Affen besser wachsen konnte.

## Hintergrund
Die portugiesische Version stammt aus Francisco Adolfo Coelhos Werk Contos nacionais. Terceira edição (Porto 1936; Erstveröffentlichung: 1882 als Contos nacionais para crianças) und steht dort an Stelle Nr. 6. Im Deutschen erhielt sie den Titel Der Granatbaum des Affen.
Ein weiteres Reihenmärchen findet sich als Der Birnbaum auf der Haide in Ernst Heinrich Meiers Werk Deutsche Volksmärchen aus Schwaben (Stuttgart 1852).